# Carla Bregenzer
Carla Bregenzer (* 4. Dezember 1946 in Kaiserslautern) ist eine deutsche Politikerin (SPD). Von 1992 bis 2008 war sie Mitglied des baden-württembergischen Landtags.

## Leben und Beruf
Nach dem Abitur in Stuttgart studierte Carla Bregenzer bis 1969 an den Pädagogischen Hochschulen Ludwigsburg und Reutlingen. Danach war sie im Schuldienst in Neuffen und Stuttgart tätig. Von 1971 bis 1973 absolvierte sie ein Zusatzstudium der Sonderpädagogik in Reutlingen. Ab 1973 war sie Lehrerin an der Johannes-Wagner-Schule für schwerhörige und sprachbehinderte Jugendliche in Nürtingen. 
Bregenzer ist mit Albrecht Bregenzer, dem langjährigen Sprecher der Landes-SPD, verheiratet und hat eine Tochter.

## Politik
Von 1979 bis 1996 war Bregenzer Mitglied im Gemeinderat von Frickenhausen und hatte dort ab 1988 den Vorsitz der SPD-Fraktion inne. Von 1979 bis 1996 und wieder seit 2004 wurde sie in den Kreistag des Landkreises Esslingen gewählt. Von 1992 bis 2008 war sie Abgeordnete des Landtags von Baden-Württemberg. Sie legte ihr Mandat in der Mitte ihrer letzten Legislaturperiode aus privaten Gründen nieder, für sie rückte Sabine Fohler in den Landtag nach. Bregenzer vertrat den Wahlkreis 8 Kirchheim und war wissenschafts- und sektenpolitische Sprecherin der SPD-Landtagsfraktion. Sie war Mitglied im Präsidium und im Ausschuss für Wissenschaft, Forschung und Kunst. Seit 2009 sitzt sie wieder im Gemeinderat von Frickenhausen.
Carla Bregenzer ist Mitglied in der GEW, der AWO, bei den Naturfreunden, den Landfrauen und im Verwaltungsrat der Württembergischen Staatstheater. Sie engagiert sich im Bereich der Flüchtlingshilfe.